# Down the Way
A Down the Way az Angus & Julia Stone ausztrál népzenei duó második, 2010-ben megjelent stúdióalbuma. Az albumot Ausztráliában 2010. március 12-én az EMI, Európában március 15-én a PIAS, március 30-án az Amerikai Egyesült Államokban és Kanadában a Nettwerk, április 6-án Franciaországban pedig a Discograph adta ki. Az ARIA listáján első helyet ért el, az eladások után pedig háromszoros platinalemezzé, Franciaországban pedig platinalemezzé nyilvánították.
A lemezt két formátumban adták ki: műanyagtokos CD-ként, illetve a Red Berries bónuszalbumot tartalmazó, szalaggal átkötött barackszínű, szövettel bevont két lemezes tokban, melyhez egy 20 oldalas, a dalszövegeket tartalmazó füzetet is mellékeltek. A bónuszlemez a korábbi középlemezekről tartalmaz dalokat, valamint szerepel rajta a korábban ki nem adott This Way című szám.

## Számlista
Az összes dal szerzője az Angus & Julia Stone. 
| 1.    | Hold On            | 4:25 |
| 2.    | Black Crow         | 3:50 |
| 3.    | For You            | 5:20 |
| 4.    | Big Jet Plane      | 3:59 |
| 5.    | Santa Monica Dream | 5:30 |
| 6.    | Yellow Brick Road  | 7:36 |
| 7.    | And the Boys       | 4:09 |
| 8.    | On the Road        | 4:05 |
| 9.    | Walk It Off        | 3:24 |
| 10.   | Hush               | 4:22 |
| 11.   | Drow Your Swords   | 6:35 |
| 12.   | I'm Not Yours      | 3:58 |
| 13.   | The Devil's Tears  | 4:43 |
| 61:06 |                    |      |

| 14. | Old Friend | 4:06 |

## Helyezések

### Heti
| Lista (2010)                               | Helyezés |
| ------------------------------------------ | -------- |
| Ausztrália (ARIA Top 50 Albums)            | 1        |
| Ausztria (Ö3 Austria Top 40)               | 34       |
| Belgium (Ultratop Vallónia)                | 48       |
| Hollandia (Dutch Charts Album Top 100)     | 66       |
| Franciaország (SNEP Album Top 100)         | 26       |
| Svájc (Schweizer Hitparade Top 100 Albums) | 91       |

### Éves
| Lista (2010) | Helyezés |
| ------------ | -------- |
| ARIA         | 7        |
| Lista (2011) | Helyezés |
| ARIA         | 28       |

## Fordítás
Ez a szócikk részben vagy egészben  a   Down the Way című angol Wikipédia-szócikk ezen változatának fordításán alapul.  Az eredeti cikk szerkesztőit annak laptörténete sorolja fel. Ez a jelzés csupán a megfogalmazás eredetét és a szerzői jogokat jelzi, nem szolgál a cikkben szereplő információk forrásmegjelöléseként.